# Campionats del món de ciclisme en ruta de 1971
Els Campionats del món de ciclisme en ruta de 1971 es disputaren el 4 i 5 de setembre de 1971 a Mendrisio, Suïssa.

## Resultats
| Proves :                            | Or                                                                                    | Or         | Argent                                                                          | Argent | Bronze                                                               | Bronze   |
| Masculines                          |                                                                                       |            |                                                                                 |        |                                                                      |          |
| Cursa en línia masculina detalls    | Eddy Merckx · Bèlgica                                                                 | 6h 39' 06" | Felice Gimondi · Itàlia                                                         | m. t.  | Cyrille Guimard · França                                             | + 1' 13" |
| Cursa en línia masculina amateur    | Régis Ovion · França                                                                  | 4h 03' 54" | Freddy Maertens · Bèlgica                                                       | -      | José Luis Viejo Gómez · Espanya                                      | -        |
| Contrarellotge per equips masculins | Bèlgica · Gustaaf Hermans · Gustaaf van Cauter · Louis Verreydt · Ludo van der Linden | 2h 12' 32" | Països Baixos · Fedor den Hertog · Adri Duyker · Frits Schur · Aad van den Hoek | + 37"  | Polònia · Edward Barcik · Stanisław Szozda · Jan Smyrak · Lucjan Lis | + 2' 20" |
| Femenines                           |                                                                                       |            |                                                                                 |        |                                                                      |          |
| Cursa en línia femenina detalls     | Anna Konkina · Unió Soviètica                                                         | 1h 24' 02" | Morena Tartagni · Itàlia                                                        | -      | Keetie Hage · Països Baixos                                          | -        |

## Medaller
| Posició | País           | Or | Plata | Bronze | Total |
| 1       | Bèlgica        | 2  | 1     | 0      | 3     |
| 2       | França         | 1  | 0     | 1      | 2     |
| 3       | Unió Soviètica | 1  | 0     | 0      | 1     |
| 4       | Itàlia         | 0  | 2     | 0      | 2     |
| 5       | Països Baixos  | 0  | 1     | 1      | 2     |
| 6       | Polònia        | 0  | 0     | 1      | 1     |
| 6       | Espanya        | 0  | 0     | 1      | 1     |
| Total   | Total          | 4  | 4     | 4      | 12    |